# Degersheim
Degersheim é uma comuna da Suíça, no Cantão São Galo, com cerca de 3.791 habitantes. Estende-se por uma área de 14,49 km², de densidade populacional de 262 hab/km². Confina com as seguintes comunas: Flawil, Herisau (AR), Lütisburg, Mogelsberg, Oberuzwil, Sankt Peterzell, Schwellbrunn (AR).
A língua oficial nesta comuna é o Alemão.